# Disco2
| Оценки критиков      | Оценки критиков |
| Источник             | Оценка          |
| -------------------- | --------------- |
| AllMusic             | [ 1 ]           |
| Consequence of Sound | (C+)            |
| Pitchfork Media      | (7.8/10)        |
| PopMatters           | [ 4 ]           |
| URB                  | [ 5 ]           |

DISCO2 (или ::DISCO2) — второй альбом ремиксов американской нойз-рок группы HEALTH. Он содержит в себе ремиксы разных исполнителей на треки с альбома Get Color, а также один новый трек от самих HEALTH под названием «USA Boys», который был записан в домашней студии Трента Резнора.

## Список песен
1. «USA Boys» — 4:06
2. «Before Tigers (CFCF RMX)» — 4:39
3. «In Heat (Javelin RMX)» — 3:13
4. «Die Slow (Tobacco RMX)» — 4:07
5. «Severin (Small Black RMX)» — 3:56
6. «Before Tigers (Gold Panda RMX)» — 5:23
7. «Eat Flesh (Crystal Castles RMX)» — 3:59
8. «In Violet (Salem RMX A)» — 3:00
9. «Nice Girls (Blondes RMX)» — 8:08
10. «Die Slow (Pictureplane RMX)» — 3:15
11. «Nice Girls (Little Loud RMX)» — 4:24
12. «Before Tigers (Blindoldfreak RMX)» — 4:52

## ::DISCO2+и::DISCO2++
В этом разделе перечислены бонусные композиции, присутствующие на диске в виде MP3-файлов. Они входят в часть под названием ::DISCO+. Помимо этого треки были доступны для скачивания (во вкладыше диска содержался специальный код) и входят в издание ::DISCO2++, которое было выпущено на дисках лейблом City Slang.

### Список песен
1. «In Violet (Hidden Cat RMX)» — 6:48
2. «Die Slow (Nastique RMX)» — 5:33
3. «Eat Flesh (Baron von Luxxury RMX)» — 4:06
4. «Die Slow (Nite Jewel RMX)» — 5:34
5. «Before Tigers (Rainbow Arabia RMX)» — 3:26
6. «We Are Water (Soft Encounter RMX)» — 3:44
7. «Death+ (Clipd Beaks RMX)» — 3:52
8. «Severin (Yip-Yip RMX)» — 3:13
9. «Death+ (Delivery RMX)» — 7:27
10. «In Heat (Rodion RMX)» — 6:02
11. «We Are Water (Azari & III RMX)» — 5:24
12. «Die Slow (Pink Stallone RMX)» — 6:20

В iTunes Store релиз доступен под названием DISCO2 (Bonus Content Version) и включает в себя все 24 ремикса. В Google Play альбом называется DISCO2 и тоже состоит из 24 композиций.